# Le Plessis-Brion
Pour les articles homonymes, voir Le Plessis.
Le Plessis-Brion est une commune française située dans le département de l'Oise, en région Hauts-de-France.

## Géographie
La commune est située dans le nord-est du département, en proche lisière de la forêt domaniale de Laigue (1 500 ha). Elle se trouve sur la rive gauche de la rivière Oise, qui doit son nom au latin Isara, et est traversée par la route départementale N 66 qui, dès l'époque mérovingienne, était la principale voie de communication entre Noyon et Compiègne. L'importance de cette voie a été minimisée sous le règne de Louis XIV par la construction d'une nouvelle route située sur le flanc opposé de la vallée, l'actuelle route nationale n° 32.
| Thourotte      | Montmacq         | Saint-Léger-aux-Bois                          |
| Longueil-Annel | du Plessis-Brion | Tracy-le-Mont Saint-Crépin-aux-Bois Rethondes |
|                | Choisy-au-Bac    |                                               |

### Hydrographie

#### Réseau hydrographique
La commune est située dans le bassin Seine-Normandie. Elle est drainée par l'Oise, le ru des Hayettes, le cours d'eau 05 de la commune de Choisy-au-Bac, le fossé 01 de la commune du Plessis-Brion, le fossé Béjot et le ru du Plessis Brion,,.
L'Oise prend sa source en Belgique, à 309 mètres d'altitude, dans l'ancienne commune de Forges et se jette dans la Seine à 20 mètres d'altitude, au Pointil en rive droite et en aval du centre de Conflans-Sainte-Honorine dans le département des Yvelines. D'une longueur 341 kilomètres, elle est presque entièrement navigable et bordée de canaux sur 104 kilomètres. 

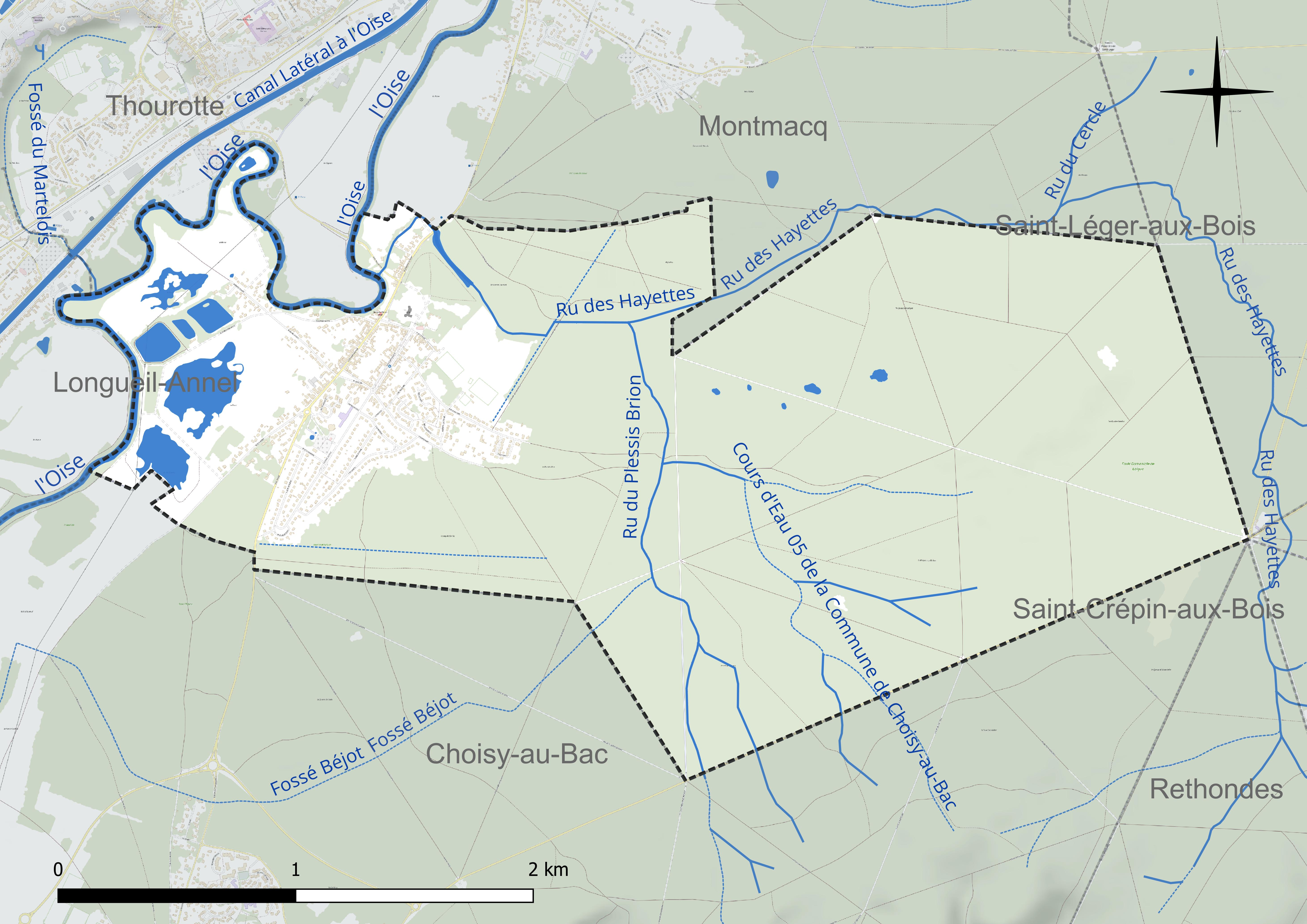
Réseau hydrographique du Plessis-Brion.

#### Gestion et qualité des eaux
Le territoire communal est couvert par le schéma d'aménagement et de gestion des eaux (SAGE) « Sensée ». Ce document de planification concerne un territoire de 1 013 km2 de superficie, délimité par le bassin versant de l'Oise moyenne. Le périmètre a été arrêté le 24 avril 2017 et le SAGE est, en 2024, encore en élaboration. La structure porteuse de l'élaboration et de la mise en œuvre est le syndicat mixte du SAGE Oise-Moyenne (SMOM). 
La qualité des cours d'eau peut être consultée sur un site dédié géré par les agences de l'eau et l'Agence française pour la biodiversité. 

### Climat
Pour des articles plus généraux, voir Climat des Hauts-de-France et Climat de l'Oise.
En 2010, le climat de la commune est de type climat océanique dégradé des plaines du Centre et du Nord, selon une étude du CNRS s'appuyant sur une série de données couvrant la période 1971-2000. En 2020, Météo-France publie une typologie des climats de la France métropolitaine dans laquelle la commune est dans une zone de transition entre le climat océanique et le climat océanique altéré et est dans la région climatique  Nord-est du bassin Parisien, caractérisée par un ensoleillement médiocre, une pluviométrie moyenne régulièrement répartie au cours de l'année et un hiver froid (3 °C). 
Pour la période 1971-2000, la température annuelle moyenne est de 10,6 °C, avec une amplitude thermique annuelle de 14,7 °C. Le cumul annuel moyen de précipitations est de 666 mm, avec 11,1 jours de précipitations en janvier et 8,2 jours en juillet. Pour la période 1991-2020, la température moyenne annuelle observée sur la station météorologique la plus proche, située sur la commune de Margny-lès-Compiègne à 7 km à vol d'oiseau, est de 11,2 °C et le cumul annuel moyen de précipitations est de 633,5 mm,. Pour l'avenir, les paramètres climatiques de la commune estimés pour 2050 selon différents scénarios d'émission de gaz à effet de serre sont consultables sur un site dédié publié par Météo-France en novembre 2022.

## Urbanisme

### Typologie
Au 1er janvier 2024, Le Plessis-Brion est catégorisée ceinture urbaine, selon la nouvelle grille communale de densité à sept niveaux définie par l'Insee en 2022.
Elle est située hors unité urbaine. Par ailleurs la commune fait partie de l'aire d'attraction de Compiègne, dont elle est une commune de la couronne,. Cette aire, qui regroupe 101 communes, est catégorisée dans les aires de 50 000 à moins de 200 000 habitants,.

### Occupation des sols
L'occupation des sols de la commune, telle qu'elle ressort de la base de données européenne d'occupation biophysique des sols Corine Land Cover (CLC), est marquée par l'importance des forêts et milieux semi-naturels (78,4 % en 2018), une proportion identique à celle de 1990 (78,4 %). La répartition détaillée en 2018 est la suivante : 
forêts (71,2 %), zones urbanisées (11,4 %), milieux à végétation arbustive et/ou herbacée (7,2 %), zones agricoles hétérogènes (6,6 %), prairies (2,1 %), terres arables (1,5 %). L'évolution de l'occupation des sols de la commune et de ses infrastructures peut être observée sur les différentes représentations cartographiques du territoire : la carte de Cassini (XVIIIe siècle), la carte d'état-major (1820-1866) et les cartes ou photos aériennes de l'IGN pour la période actuelle (1950 à aujourd'hui).

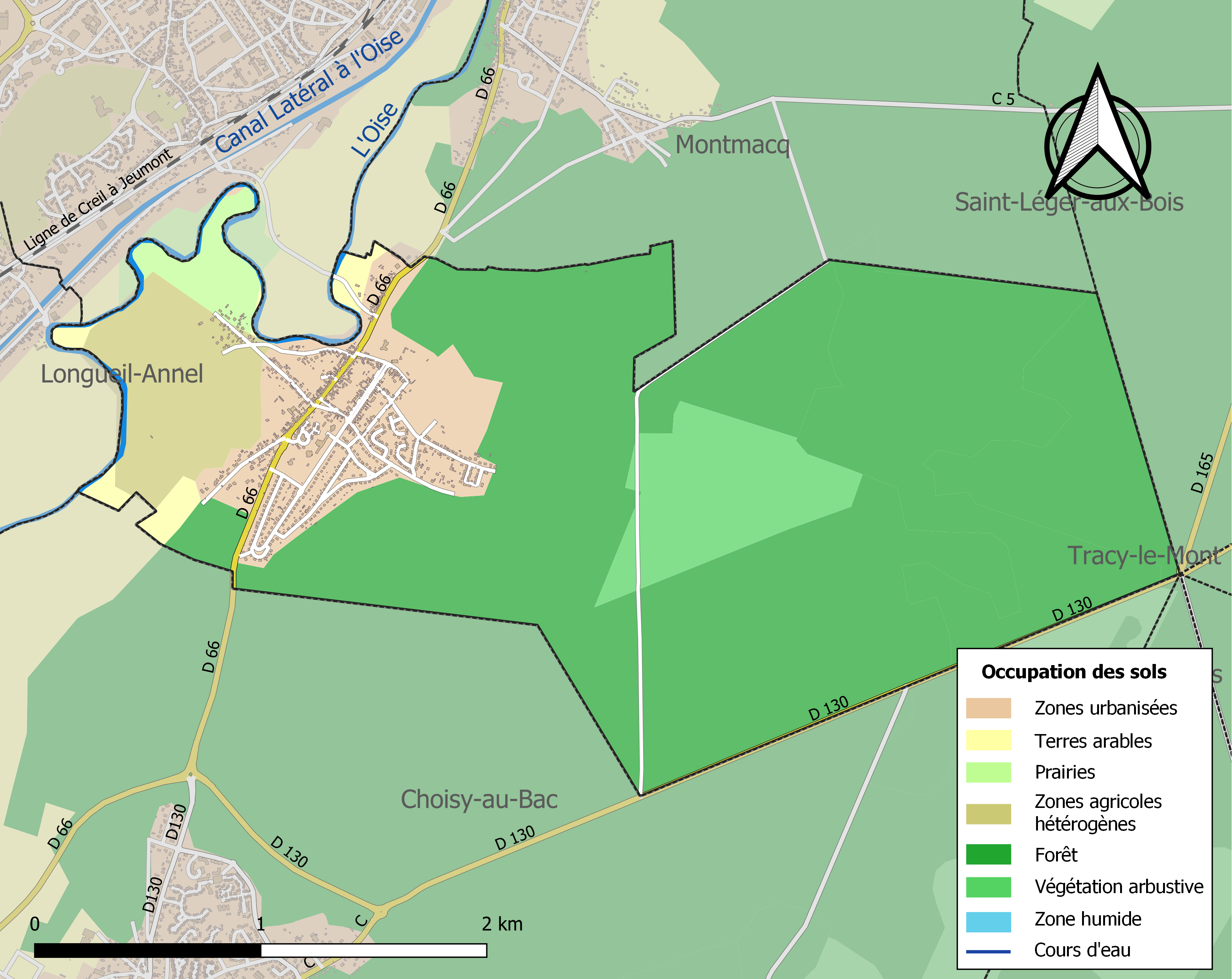
Carte des infrastructures et de l'occupation des sols de la commune en 2018 (CLC).

### Voies de communication et transports
La commune est desservie, en 2023, par les lignes 665, 6306, 6321 et 6334 du réseau interurbain de l'Oise.

## Toponymie
Le village doit son nom actuel au mot « plessis » qui était une enceinte défensive constituée de pieux plantés en terre et de haies de branchages entrelacés. 
Brion, issu de « brya », qui qualifiait une petite surface de sol défrichée couverte de bruyères et de mousses (brion).

## Politique et administration
| Période                                  | Période                         | Identité           | Étiquette     | Qualité                        |
| ---------------------------------------- | ------------------------------- | ------------------ | ------------- | ------------------------------ |
| Les données manquantes sont à compléter. |                                 |                    |               |                                |
| ? 1989                                   | mars 2001                       | Edouard Meunier    | Divers Droite |                                |
| mars 2001                                | En cours (au 22 septembre 2014) | Jean-Pierre Damien | Divers Gauche | Réélu pour le mandat 2014-2020 |

## Population et société

### Démographie

#### Évolution démographique
L'évolution du nombre d'habitants est connue à travers les recensements de la population effectués dans la commune depuis 1793. Pour les communes de moins de 10 000 habitants, une enquête de recensement portant sur toute la population est réalisée tous les cinq ans, les populations de référence des années intermédiaires étant quant à elles estimées par interpolation ou extrapolation. Pour la commune, le premier recensement exhaustif entrant dans le cadre du nouveau dispositif a été réalisé en 2008.

En 2022, la commune comptait 1 307 habitants, en évolution de −4,74 % par rapport à 2016 (Oise : +0,87 %, France hors Mayotte : +2,11 %).
| 1793 | 1800 | 1806 | 1821 | 1831 | 1836 | 1841 | 1846 | 1851 |
| ---- | ---- | ---- | ---- | ---- | ---- | ---- | ---- | ---- |
| 336  | 420  | 474  | 465  | 455  | 450  | 453  | 481  | 463  |

| 1856 | 1861 | 1866 | 1872 | 1876 | 1881 | 1886 | 1891 | 1896 |
| ---- | ---- | ---- | ---- | ---- | ---- | ---- | ---- | ---- |
| 477  | 463  | 494  | 442  | 418  | 406  | 442  | 356  | 436  |

| 1901 | 1906 | 1911 | 1921 | 1926 | 1931 | 1936 | 1946 | 1954 |
| ---- | ---- | ---- | ---- | ---- | ---- | ---- | ---- | ---- |
| 386  | 398  | 430  | 360  | 401  | 416  | 442  | 472  | 535  |

| 1962  | 1968  | 1975  | 1982  | 1990  | 1999  | 2006  | 2008  | 2013  |
| ----- | ----- | ----- | ----- | ----- | ----- | ----- | ----- | ----- |
| 1 264 | 1 425 | 1 422 | 1 587 | 1 482 | 1 488 | 1 463 | 1 456 | 1 394 |

| 2018  | 2022  | - | - | - | - | - | - | - |
| ----- | ----- | - | - | - | - | - | - | - |
| 1 359 | 1 307 | - | - | - | - | - | - | - |

#### Pyramide des âges
La population de la commune est relativement âgée.
En 2018, le taux de personnes d'un âge inférieur à 30 ans s'élève à 29,2 %, soit en dessous de la moyenne départementale (37,3 %). À l'inverse, le taux de personnes d'âge supérieur à 60 ans est de 31,9 % la même année, alors qu'il est de 22,8 % au niveau départemental.
En 2018, la commune comptait 662 hommes pour 697 femmes, soit un taux de 51,29 % de femmes, légèrement supérieur au taux départemental (51,11 %).
Les pyramides des âges de la commune et du département s'établissent comme suit.
| Hommes | Classe d’âge | Femmes |
| ------ | ------------ | ------ |
| 0,8    | 90 ou +      | 1,0    |
| 7,9    | 75-89 ans    | 11,8   |
| 20,1   | 60-74 ans    | 22,2   |
| 22,4   | 45-59 ans    | 21,4   |
| 16,8   | 30-44 ans    | 17,4   |
| 14,2   | 15-29 ans    | 11,0   |
| 18,0   | 0-14 ans     | 15,2   |

| Hommes | Classe d’âge | Femmes |
| ------ | ------------ | ------ |
| 0,5    | 90 ou +      | 1,4    |
| 5,5    | 75-89 ans    | 7,6    |
| 15,6   | 60-74 ans    | 16,3   |
| 20,8   | 45-59 ans    | 20     |
| 19,4   | 30-44 ans    | 19,4   |
| 17,6   | 15-29 ans    | 16,2   |
| 20,6   | 0-14 ans     | 19,1   |

## Héraldique
| Armes de Le Plessis-Brion | Les armes du Plessis-Brion se blasonnent ainsi : Coupé au premier de gueules au lion passant d'or surmonté de LE PLESSIS-BRION en lettres capitales de sable ; au second d'or plain. |

## Lieux et monuments

### Le château[29]
De tous les châteaux construits dans le département de l'Oise, le château du Plessis-Brion est le seul datant de la Renaissance, plus précisément de l'époque dite de la première Renaissance, durant le premier quart du XVIe siècle. Cette époque marque la transition entre le style gothique du Moyen Âge et le style Renaissance. Il compte parmi les plus beaux de l'Île-de-France construits à cette époque.
Vers l'an 1500, Jean de Poumereux, marquis du Plessis-Brion et grand-maître d'artillerie du roi François Ier (1494-1547) l'a édifié sur les fondations de la Motte-Brion, une forteresse qui existait à cet endroit à l'époque mérovingienne, première dynastie des rois de France remontant au Ve siècle. C'est pour cette raison que l'on en retrouve la caractéristique architectonique principale : deux grosses tours d'angle cylindriques encadrant un corps de logis à base rectangulaire. Ce dernier est orienté à l'ouest et donne sur un méandre de la rivière qui a été détournée peut être pour alimenter les douves en eau.
L'architecture des caves datant du XIIIe siècle n'est pas sans rappeler la Salle des Chevaliers construite au Mont Saint-Michel.
L'ensemble de l'édifice est entouré de fossés. Les surfaces extérieures sont composées de briques figurant des damiers à losanges, les hautes fenêtres sont encadrées de pierre blanche contrastant avec le rouge de la brique, les tours d'angle sont à toiture en cône et tronc de cône couverte d'ardoises, quant au corps de logis il est à toit pentu recouvert de même. La partie occidentale de l'édifice est ceinte, à la hauteur du premier étage, d'une corniche en pierre de taille appelée « cordon royal » et qui signifiait que le propriétaire du château avait un degré de noblesse suffisant pour y recevoir le Roi de France. La partie haute des tours est garnie de mâchicoulis décoratifs, héritage de l'époque moyenâgeuse.
La porte d'entrée en anse de panier, s'encadre de pilastres sculptés en saillie, elle est surmontée d'un bandeau décoré d'un heaume à panache et de la coquille de Saint-Jacques de Compostelle. L'escalier à vis, au pas à gauche, est construit en hors-d'œuvre dans une tourelle à section polygonale.
Sur le pignon nord existait autrefois une fenêtre-lucarne dont la partie inférieure, qui seule subsiste encore, est gothique. Sur le pignon sud, au contraire, ce qui reste de la même fenêtre est dans le plus pur style Renaissance. On y distingue un médaillon orné d'une tête de femme.
Au sud, l'accès principal au château se fait à l'extrémité d'une belle avenue par un portail monumental en pierre datant du XVIe siècle. Une avant-cour précède la cour d'honneur. L'entrée d'honneur, quant à elle, date de l'époque Louis XV, c'est une grille de fer forgé située au carrefour des routes départementales D 15 et D 66. Les jardins sont « à l'anglaise », ils ont été remodelés à la fin du XIXe siècle.
Le Plessis-Brion a appartenu au IXe siècle au comte de Noyon puis fut, au milieu du siècle suivant, en la possession de Bernard II, comte de Senlis.
En 1186, les terres du Plessis et la forteresse font partie du domaine royal de Philippe Auguste (1165-1223) qui l'inféoda au seigneur de Thourotte la localité voisine.
Le premier seigneur du Plessis-Brion a pour nom Simon, il apparaît en 1202. Suivent Raoul du Plessis-Brion en 1225, Gui 1er du Plessis-Brion en 1233, Gui II en 1290 et Gui III en 1361.
Le château et les terres attenantes passèrent ensuite par mariage à la famille de Fay jusqu'en 1480. Ils devinrent la propriété de messire Jean de Poumereux. Cette Maison le conserva jusqu'en 1524, époque où un mariage le fit passer à la Maison de Béthune-Charost.
Philippe de Béthune, qui était le frère cadet de Maximilien de Béthune (1559-1641), duc de Sully, pair de France et ministre du roi Henry IV (1553-1610), l'eût en sa possession de 1598 à 1640. Il passa ensuite à la Maison Collier puis fut vendu en 1762 à Nicolas de Bréda. Ses descendants le conservèrent jusqu'à l'extinction de la lignée en 1924. Le propriétaire actuel est le colonel comte de Lageneste.
Durant les siècles, le château a subi nombre de réaménagements et de restaurations. Endommagé entre 1914 et 1918, il fut restauré en 1920 sous la direction d'Abel Mahieu. Inscrit pour partie à l'Inventaire des Monuments Historiques en date du 26 juin 1946, il est, depuis la publication de l'arrêté du 19 avril 1991, classé à part entière Monument Historique (N° de notice : PA 00114811).
Le château est un domaine privé dont il existe une réplique dans l'état de New York aux États-Unis. Il est habité mais néanmoins ouvert à de nombreux visiteurs ; les salles du rez-de-chaussée sont accessibles au public, l'une d'entre elles est dédiée à la vénerie encore pratiquée dans les forêts domaniales de Laigue et de Compiègne. Une autre salle est agrémentée d'un petit musée de cire recréant le cadre de vie du constructeur du château.
Les visites ont lieu en été entre le 21 juillet et le 31 août, tous les jours de 9 h 30 à 11 h 30 et de 14 h 30 à 17 h 30. Ouverture exceptionnelle lors des Journées Européennes du Patrimoine le troisième week-end de septembre.

### LeCoupe à l'oie
On a longtemps pratiqué au mois d'août dans la commune un rituel aujourd'hui anachronique voisin d'une pratique toujours en usage à Harchies dans la province de Hainaut (Belgique), appelé le Coupe à l'oie.